# Gyptis propinqua
Gyptis propinqua är en ringmaskart som beskrevs av Marion och Bobretzky 1875. Gyptis propinqua ingår i släktet Gyptis, och familjen Hesionidae. Arten är reproducerande i Sverige. Inga underarter finns listade i Catalogue of Life.